# 臺灣光姬蝽
臺灣光姬蝽（学名：Rhamphocoris elegantulus）为姬蝽科光姬蝽屬下的一个种。